# クロジンデ (小惑星)
クロジンデ (938 Chlosinde) は小惑星帯に位置するテミス族のC型小惑星である。ハイデルベルクのケーニッヒシュトゥール天文台でカール・ラインムートによって発見された。
6月21日が祝日の聖クロジンデにちなんで命名された。